# 拉穆耶
拉穆耶（法語：La Mouille，發音：[la muj]）是法国汝拉省圣克洛德区的一个旧市镇，位于该省东部。2016年1月1日，拉穆耶和相邻的另外2个市镇合并为新市镇上比耶讷，并成为了上比耶讷的委派市镇。

## 地理
拉穆耶（46°30'7"N, 5°58'42"E）面积8.06 平方千米，位于法国勃艮第-弗朗什-孔泰大區汝拉省，该省份为法国东部内陆省份，北起上索恩省，西北接科多尔省，西临索恩-卢瓦尔省，南至安省，东与杜省和瑞士接壤。
与拉穆耶接壤的市镇（或旧市镇、城区）包括：莫尔比耶、莱扎、隆绍穆瓦。
拉穆耶的时区为UTC+01:00、UTC+02:00（夏令时）。

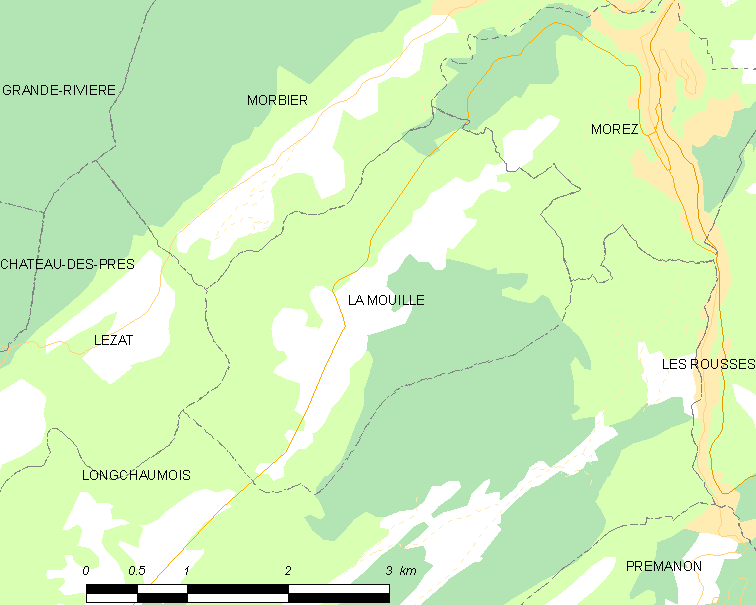
拉穆耶的OSM定位图

## 行政
拉穆耶的邮政编码为39400，INSEE市镇编码为39371。

## 政治
拉穆耶所属的省级选区为上比耶讷县。

## 人口

1962-2008年间拉穆耶人口变化图示

拉穆耶于2018年1月1日时的人口数量为312人。